# Menschenrechtspreis des Landes Oberösterreich
Der Menschenrechtspreis des Landes Oberösterreich wird seit 1996 verliehen.
Der Menschenrechtspreis wird alle zwei Jahre um den 10. Dezember, dem Tag der Deklaration der Menschenrechte, verliehen und ist mit 20.000 Euro dotiert.

## Preisträger
| Jahr | Preisträger/in | Preisträger/in | Preisträger/in                                                                     |
| ---- | --- | --- | ---------------------------------------------------------------------------------- |
| 1996 | Verein Friedensdorf International | Caritas Flüchtlingsberatung | Alois Wagner                                                                       |
| 1997 | Hospizbewegung Oberösterreich | Helmut Obermayr, ORF-Landesstudio Oberösterreich, Friedenslicht                                                                                     | Sozial-caritativer Fachausschuss der Pfarre Aschach an der Steyr                   |
| 1998 | Otto Hirsch Friedensdorf MIR/Domino | Flüchtlingsbetreuung der Pfarre Steinerkirchen | Flüchtlingsbetreuung der Pfarre Fischlham                                          |
| 1999 | Heilstättenschule Linz | Schulkomitee Hilfe für Fejzi der Hauptschule Friedburg                                                                                              | Richard Weberberger                                                                |
| 2000 | Roland Spendlingwimmer | LENA – Internationaler Treffpunkt und Beratungsstelle für Frauen, die in der Prostitution arbeiten und deren Freundinnen – Caritas der Diözese Linz | SOS Menschenrechte                                                                 |
| 2001 | Land der Menschen – Aufeinander zugehen Oberösterreich                                                                                    | |                                                                                    |
| 2002 | Evangelische Stadt-Diakonie Linz | |                                                                                    |
| 2003 | Kupfermuckn | Walter Witzany und Cecilia Baldivieso de Witzany, Altenberg                                                                                         | Projekt RoSi – Rastplatz für durchreisende Roma und Sinti der Stadt Braunau am Inn |
| 2004 | Palliativ- und Hospiz-Quartett Hans Zoidl, Harald Retschitzegger, Hieronyma Wagnermaier, Franz Doblhofer                                  | |                                                                                    |
| 2005 | Anna Hackl | Verein zur Unterstützung der Kleinbauern und Landlosen in der Diözese Rui Barbosa in Brasilien (Josef und Eva Linsmaier) in Wels                    |                                                                                    |
| 2006 | Österreichisches Rotes Kreuz, Landesverband Oberösterreich                                                                                | Benildis Wimbauer – Vinzenzstüberl Linz |                                                                                    |
| 2007 | Multiethnischer integrativer Kindergarten Suncani Most in Mostar – Evangelisches Diakoniewerk Gallneukirchen                              | Heidemarie Haider und Robert Zinterhof, Pabneukirchen                                                                                               |                                                                                    |
| 2008 | Michael Schodermayr – Verein ALLIANZ für KINDER in Kriegs- und Krisengebieten, Steyr                                                      | Caritas Auslandshilfe der Diözese Linz |                                                                                    |
| 2009 | Hans Riedler, Linz | |                                                                                    |
| 2010 | Anneliese Ratzenböck | migrare – Zentrum für MigrantInnen OÖ, Linz |                                                                                    |
| 2011 | Inge Jäger | Veronika Pernsteiner |                                                                                    |
| 2012 | Kunigunde Fürst | Albert Langanke |                                                                                    |
| 2013 | Karl Ramsmaier | Verein Ketani für die Verbesserung der Minderheitenrechte von Roma und Sinti                                                                        |                                                                                    |
| 2014 | BRAVEAURORA Verein zur Unterstützung von gefährdeten Kindern und zur Dorfentwicklung in Afrika                                            | ALOM FrauenTrainingsZentrum |                                                                                    |
| 2015 | Ehrenamtliche Mitarbeiter/innen der Gefangenenseelsorge OÖ in den oö. Justizanstalten aus der Katholischen und Evangelischen Kirche, Linz | Projekt „Miteinander in Großraming“ der Gemeinde Großraming                                                                                         |                                                                                    |
| 2016 | Projekt „Bistro Mauthausen Memorial“; Mauthausen                                                                                          | Childrenplanet – Verein für die internationale Entwicklungszusammenarbeit; Sierning                                                                 |                                                                                    |
| 2017 | Sr. Hildegard Enzenhofer SDS, Hausgemeinschaft Beit Emmaus, El Qubeibeh (Altenpflegeheim und -schule), Palästinensische Gebiete           | Autor Erich Hackl |                                                                                    |
| 2018 | Mathilde Schwabeneder, Leiterin der ORF-Außenstelle in Rom                                                                                | Bewusstseinsregion Mauthausen-Gusen-St. Georgen (Vereinsobmann Bürgermeister Erich Wahl)                                                            |                                                                                    |
| 2020 | Schwester Tarcisia Valtingoier | Evangelisches Diakoniewerk (Gallneukirchen) für das Projekt #guteNachbarschaft                                                                      | OSR Maria Atteneder                                                                |